# Palazzo Chigi
A Palazzo Chigi (Chigi-palota) Olaszország miniszterelnökének hivatalos rezidenciája Rómában.

## Története

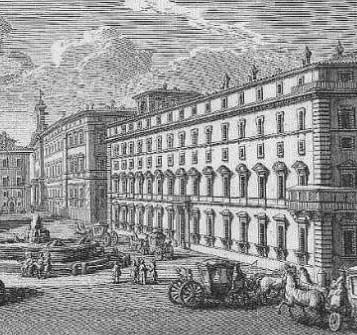
A Chigi-palota Giuseppe Vasi 18. századi metszetén

A Piazza Colonnára és a Via del Corsóra néző palota az Aldobrandini család számára készült a 16. században. Giacomo Della Porta kezdte el építeni 1562-ben és Carlo Maderno fejezte be 1580-ban. 1659-ben vásárolták meg a Chigik, röviddel azután, hogy a főnemesi család egyik tagja VII. Sándor pápa néven bevonult Róma püspökeinek sorába. Az épület róluk kapta mai nevét. Ekkor Felice della Greca és Giovan Battista Contini átalakították az épületet.
A palota 1878-ban az Osztrák–Magyar Monarchia római nagykövetének rezidenciája lett. 1916-ban az olasz állam megvásárolta négy millió olasz líraért, 1918-ban egy újabb szerződés után a bútorokat is megvette, köztük a Biblioteca Chigianát is, 1,8 millióért. 1923-ig az épület a gyarmati ügyek miniszterének lett a székhelye. Később a külügyminiszter kapta. 1961-ben lett a kormányülések hivatalos székhelye.

### A Chigiana
A könyvtárszalont a 17. század végén Agostino Chigi hozta létre, hogy helyet adjon Flavio Chigi bíboros hatalmas könyvgyűjteményének. Az átalakítást Giovan Battista Contini, a korszak híneves építésze tervezte. A Chigiana néven ismertté vált könyvtár értékes kéziratok ezreit őrizte, jórészt VII. Sándor pápa személyes könyvtárának örökéből. A Vatikán XV. Benedek pápa regnálásától igyekezett megszerezni ezt a könyvtárat, de nem tudta előteremteni ennek anyagi fedezetét. Benito Mussolini fasiszta kormányának megalakulásakor XI. Piusz pápa Pietro Tacchi Venturit bízta meg, hogy tárgyaljon az ország új uraival a könyvtárról. Venturinak sikerült rávennie Mussolinit, hogy adományozza a könyvtárat ingyen a Vatikánnak.

## Leírása
A Chigi-palota ötszintes épület. Tágas lépcsőcsarnok visz a lakószobákhoz. Udvarát szökőkút díszíti, amelyet Giacomo Della Porta tervezett. Ezt a szökőkutat számos helyen másolták Rómában és más olasz városokban.

## Fordítás
Ez a szócikk részben vagy egészben  a   Palazzo Chigi című angol Wikipédia-szócikk ezen változatának fordításán alapul.  Az eredeti cikk szerkesztőit annak laptörténete sorolja fel. Ez a jelzés csupán a megfogalmazás eredetét és a szerzői jogokat jelzi, nem szolgál a cikkben szereplő információk forrásmegjelöléseként.